# Балканска правила
Балканска правила је југословенски филм из 1997. године. Режирао га је Дарко Бајић, који је написао и сценарио заједно са Радославом Павловићем.
Премијерно је приказан у јулу 1997. на Палићу, у склопу Палићког филмског фестивала.

## Радња
Радња филма је усредсређена на односе између југословенских, српских и хрватских тајних служби, од периода настанка СФРЈ до периода после њеног распада.
На Балкану истина и лажи су помешани и то толико дуго траје да нико не налази разлику. Можда је због тога ова измишљена прича у ствари истинита.
Искусни обавештајац је у изгнанству из Србије. Био је "сива еминенција", човек који је одређивао ток историје на Балкану. Позива свога сина, пилота пољопривредне авијације, у Атину да би га упознао са полусестром и то на дан њеног венчања. Њих двојица низ година нису говорили. У ноћи сусрета отац умире а син који нема намеру да следи очев животни пут, суочава се са очевим плановима да управља његовим животом и после своје смрти. Ту је и заносна оперска дива, заљубљена у Вердијеву музику и два мушкарца - у оца и сина. Она је упозната са делом плана старог обавештајца који треба спровести у дело после његове смрти.

## Занимљивости
Једну од песама које се чују у филму компоновао је Кики Лесендрић. Песму "Анђели" изводи Манолис Митсиас.

## Улоге
| Глумац                   | Улога                       |
| ------------------------ | --------------------------- |
| Бранислав Лечић          | Алекса Лазаревић „Прашњави“ |
| Лазар Ристовски          | Марко Лазаревић „Матори“    |
| Ана Софреновић           | Јелена Баста „Медена“       |
| Александар Берчек        | Баја                        |
| Драган Бјелогрлић        | Божидар Пешић „Божа“        |
| Тања Бошковић            | Марија Лазаревић, мајка     |
| Никола Којо              | Министар Суљо               |
| Бранко Видаковић         | Фотограф                    |
| Данило Бата Стојковић    | Петар Костић, сајџија       |
| Велимир Бата Живојиновић | Шеф Слободан                |
| Слободан Ћустић          | Пуковник Суботић            |
| Андзела Герекоу          | Марија                      |
| Душан Лаушевић           | Мали Прашњави               |
| Дарија Бајић             | Ћерка Прашњавог             |
| Бојана Ковачевић         | Девојка                     |
| Александар Срећковић     | Механичар авиона            |
| Иван Клеменц             | Отмичар воза                |
| Тони Лауренчић           | Француски војни аташе       |
| Горан Шушљик             | Снајпериста                 |
| Рада Ђуричин             | Монахиња 1                  |
| Андријана Виденовић      | Монахиња 2                  |
| Драган Петровић          | Убица 1                     |
| Јован Осмајлић           | Убица 2                     |
| Данијела Врањеш          | Девојка у агенцији          |
| Срдан Голубовић          | Младожења                   |
| Миња Војводић            | Ложач                       |
| Војислав Николић Војче   | Хармоникаш                  |

## Награде
- Врњачка Бања: Трећа награда за сценарио.[7]